# Mount Ida
Pour les articles homonymes, voir Ida.
La ville de Mount Ida est le siège du comté de Montgomery, dans l'Arkansas, aux États-Unis d'Amérique.

## Démographie
| 1920 | 1930 | 1940 | 1950 | 1960 | 1970 |
| ---- | ---- | ---- | ---- | ---- | ---- |
| 298  | 512  | 490  | 566  | 564  | 819  |

| 1980  | 1990 | 2000 | 2010  | - | - |
| ----- | ---- | ---- | ----- | - | - |
| 1 023 | 775  | 981  | 1 076 | - | - |

## Source
- (en) Cet article est partiellement ou en totalité issu de l’article de Wikipédia en anglais intitulé « Mount Ida, Arkansas » (voir la liste des auteurs).